# Vlasta Kálalová
Vlasta Kálalová Di Lotti (Bernartice, 26 de octubre de 1896 - Písek, 15 de febrero de 1971) fue una médica checa, interesada en entomología y en enfermedades tropicales.

## Biografía
Nació en Bernartice. Su padre, Jan Kálal, era un profesor. Estudió medicina, con especialidad en cirugía, árabe y persa en la Universidad Charles en Praga. Se graduó con honores en 1922, siendo bastante raras las mujeres cirujanas en Checoslovaquia en su época. Después de atender a una conferencia de parasitología del profesor Jaroslav Hlava, se interesó por las enfermedades tropicales y su tratamiento.
En 1924 parte a Turquía gracias a la ayuda del presidente checoslovaco Tomás Garrigue Masaryk. En 1925 fundó un hospital en Bagdad, en la Casa Burazanliu. Lo dirigió entre 1925 y 1932, además de trabajar en él como cirujana. Durante esta época tuvo relación con varios miembros de la Familia Real iraquí. Durante su estancia en Irak recogió varias especies de insectos que envió al Museo Nacional de Praga, llegando a enviar quinientos mil especímenes, algunos de ellos inéditos hasta el momento.
En 1932 volvió a Checoslovaquia con su familia, pero en 1942 la ciudad de Bernartice sufrió los ataques nazis y la ejecución de 22 ciudadanos.  El 8 de mayo de 1945, en plena retirada de las fuerzas nazis, las SS fusilaron a 44 personas de la localidad, entre ellas a su marido, Giorgio di Lotti, y sus dos hijos.

## Premios y honores
- Kálalová recibió la Orden de Tomáš Garrigue Masaryk en 1992.[3]

- El asteroide 66934 Kálalová, descubierto por Jana Tichá y Miloš Tichý en el Observatorio Kleť en 1999, fue nombrado en su memoria.[4] El nombre oficial fue publicado por el Centro de Planeta Menor el 21 de julio de 2005 (M.P.C. M.P.C. 54567).[5]